# Barranc de la Bassa (Arbul)
|  | Aquest article tracta sobre el barranc d'Arbul. Si cerqueu el barranc homònim, vegeu «Barranc de la Bassa (Isona)». |

El Barranc de la Bassa és un barranc del terme municipal de Tremp, dins de l'antic terme de Fígols de Tremp, en l'àmbit de l'antic poble d'Arbul.
Es forma a 980 metres d'altitud, a la Serra d'Arbul, al nord-est del Pla de la Bassa, des d'on davalla cap al sud-oest fins que en arribar al Pla de la Bassa, a ponent de la Bassa de Carrasquet, trenca en angle recte cap al sud-est. Al nord de la Solana d'Arbul i a ponent de l'Obaguet s'aboca en el barranc d'Eloi.